# Лябога, Иван Ефимович
Иван Ефимович Лябога (4 апреля 1911, поселок Каменское ныне Днепропетровской области — ноябрь 1998 , город Харьков) — украинский советский партийный деятель, 1-й секретарь Харьковского городского комитета КПУ. Депутат Верховного Совета УССР 7—8-го созывов. Кандидат в члены ЦК КПУ в 1966—1971 годах. Член ЦК КПУ в 1971—1976 годах.

## Биография
С ноября 1936 по сентябрь 1944 года служил в Красной армии.
Участник Великой Отечественной войны . Служил в 21-м и 61-м офицерских полках.
Член ВКП(б) с 1949 года.
Образование высшее.
С 1953 года — 1-й секретарь Орджоникидзевского районного комитета КПУ города Харькова.
В декабре 1964—1974 годах — 1-й секретарь Харьковского городского комитета КПУ.
Автор книги «Поднят из пепла и руин». — Харьков: Прапор, — 1968.
С 1974 года — 1-й заместитель председателя Харьковского городского отделения общества «Знание».
Потом — на пенсии в городе Харькове.
Скончался в ноябре 1998 года.